# 新田貞方
新田 貞方（にった さだかた）は、南北朝時代の武将。新田義貞の孫で、新田義宗の長子。兄弟とされる岩松満純（新田容辻王丸）と横瀬貞氏があり、後に岩松氏と横瀬氏の養子となったという。

## 生涯
信濃国で生まれ育ったという。少年期に父義宗が死去したことにより、代わって一族の脇屋義則が新田党を指揮したが、長じて陸奥国の南朝方拠点であった霊山城に赴き、脇屋義則と合流、南朝方を指揮する。一時は奥州で勢力を誇り、伊達氏らと相馬氏、蘆名氏らを攻める。しかし、北朝方が盛り返し、敗れて地下に潜伏する。
元中9年/明徳3年（1392年）、南北朝の合一が成った。しかし、合一条件はすぐに反故にされ、各地で南朝残党が「後南朝」として活動を再開する。関東では鎌倉公方足利満兼が病床に伏せ、明日をも知れぬ状態となる。これを知った貞方は関東の旧南朝勢力に書状を出し決起を促した。これがもとで、貞方の潜伏先が鎌倉府に露見し、貞方父子は侍所千葉兼胤（新田義貞の曾孫）に捕らわれた。応永16年（1409年）7月22日、祖父義貞ゆかりの鎌倉七里ヶ浜で嫡子の貞邦と共に斬られた。または没年は翌応永17年（1410年）の説もある。貞方の流とされる堀江氏が現存する。